# Ulrich von Schwerin (Journalist)
Ulrich von Schwerin (bürgerl. Ulrich-Wilhelm Bogislav Graf von Schwerin; * 12. September 1980 in Stuttgart) ist ein deutscher Historiker, Journalist und Redakteur der Neuen Zürcher Zeitung (NZZ).

## Leben
Ulrich von Schwerin wurde als Sohn des Historikers und ehemaligen Potsdamer Polizeipräsidenten Detlef von Schwerin und seiner Frau Kerrin, geb. Dittmer, in Stuttgart geboren. Er wuchs in Stuttgart und einige Jahre in Kathmandu auf. Nach dem Abitur studierte Schwerin Geschichte und Politikwissenschaft in Lyon, Berlin und Paris und unternahm Reisen durch den Iran, Indien und Zentralasien. Nach einem Volontariat bei der Stuttgarter Zeitung arbeitete Schwerin sechs Jahre lang als Auslandsredaktor beim deutschsprachigen Dienst von Agence France-Presse (AFP) in Berlin, wobei er die Proteste des Arabischen Frühlings, den Bürgerkrieg in Syrien sowie Aufstieg und Fall des Islamischen Staats journalistisch begleitete. 2012 wurde er an der Universität Hamburg bei Henner Fürtig mit einer Arbeit über den iranischen Geistlichen und Dissidenten Ayatollah Montazeri zum Dr. phil. promoviert. Von 2016 bis 2019 wirkte Schwerin als freier Journalist und Korrespondent in Istanbul und berichtete über politische Entwicklungen in der Türkei, im Iran und in Syrien. Seit Januar 2020 ist Schwerin Auslandsredaktor bei der NZZ in Zürich mit Schwerpunkt Nahost.

## Schriften (Auswahl)
- Ayatollah Montazeri: From Revolutionary to Reformer. I.B. Tauris, London/New York 2015, ISBN 978-1-78453-173-7 (Zugl.: Hamburg, Univ., Diss., 2012).